# Wacht (Veldhuis & Kemper)
Wacht is een nummer van het Nederlandse cabaret- en zangduo Veldhuis & Kemper uit 2006. Het is de eerste single van hun derde studioalbum Wat heb je nodig.
"Wacht" is een ballad waarin de ik-figuur zijn geliefde bezingt. Het nummer bereikte de Top 40 niet, maar wist wel de 29e positie te behalen in de Nederlandse Single Top 100.